# Arius microcephalus
Arius microcephalus és una espècie de peix de la família dels àrids i de l'ordre dels siluriformes.

## Morfologia
Els mascles poden assolir els 60 cm de llargària total.

## Distribució geogràfica
Es troba a l'est de Tailàndia i a Borneo.